# Retenue sur salaire en France
La retenue sur salaire est le fait de retenir par l’employeur une somme due à un salarié, directement sur sa fiche de paie.
Cette retenue peut être due à :
- Une grève :  la retenue sur salaire est normalement proportionnelle à la durée du temps de travail.
- Un titre exécutoire de la part d'un huissier, visant un employé débiteur vis-à-vis d'une tierce personne[2], dans certains cas précis: pension alimentaire, impôt, taxe, dette à un créancier privé.
- Remboursement de sommes dues à l'employeur

Elle ne peut être en revanche due :
- au droit de retrait ;
- à un préjudice causé par le salarié dans l’exercice de ses fonctions ;
- à des dettes du salarié indépendantes du contrat de travail, liées à des fournitures, ou dans certains secteurs.